# Жидовецька волость
Жидовецька волость — історична адміністративно-територіальна одиниця Сквирського повіту Київської губернії з центром у селі Жидовець.
Станом на 1886 рік складалася з 3 поселень, 3 сільських громад. Населення — 3602 особи (1740 чоловічої статі та 1862 — жіночої), 433 дворових господарства.
Наприкінці 1880-х років волость було лквідовано, поселення увійшли до складу Паволоцької (Парипси) та Романівської (Жидовець та Жидовецькі Єрчики) волостей.
|                     | Площа, десятин | У тому числі орної, дес. |
| ------------------- | -------------- | ------------------------ |
| Сільських громад    | 3449           | 3045                     |
| Приватної власності | 3745           | 2240                     |
| Іншої власності     | 131            | 102                      |
| Загалом             | 7365           | 5387                     |

Поселення волості:
- Жидовець — колишнє власницьке село при річці Унава за 30 верст від повітового міста, 1332 особи, 194 двори, православна церква, школа, водяний млин.
- Жидовецькі Єрчики — колишнє власницьке село при річці Унава, 843 особи, 85 дворів, школа, постоялий будинок, водяний млин.
- Парипси — колишнє власницьке село при річці Кам'янка, 1230 осіб, 154 двори, православна церква, школа, постоялий будинок, водяний млин.